# Gnaeus Arrius Augur
Gnaeus Arrius Augur war ein im 2. Jahrhundert n. Chr. lebender römischer Politiker.
Augur war 121 zusammen mit Marcus Annius Verus ordentlicher Konsul; er übte sein Amt vermutlich bis Ende Februar aus. Sein Konsulat ist durch ein Militärdiplom und zwei Inschriften belegt.